# 巴穆纳里
巴穆纳里（Bamunari），是印度西孟加拉邦Hugli县的一个城镇。总人口6913（2001年）。

## 人口
该地2001年总人口6913人，其中男性3612人，女性3301人；0—6岁人口729人，其中男388人，女341人；识字率71.99%，其中男性为76.08%，女性为67.52%。